# Paustian - et hus i havnen
|  | Denne artikel er oprettet af botten Steenthbot ud fra en ekstern database. Den kan derfor have sproglige fejl eller mangler. Denne skabelon kan fjernes efter kontrol af indholdet. |

Paustian - et hus i havnen er en dansk dokumentarfilm fra 1990 instrueret af Jørgen Roos.